# Carl Peter Wiebe
Carl Peter Wiebe, född 6 juni 1751 i Karlskrona, Blekinge län, död 10 februari 1827 i Billeberga församling, var en tysk-svensk präst.

## Biografi
Carl Peter Wiebe föddes 1751 i Karlskrona. Han var son till kyrkoherden Claes Diedrich Wiebe i Karlskrona tyska församling. Wiebe blev vårterminen 1768 student vid Lunds universitet och 1771 vikarierande rektor vid Karlskrona tyska skola. Han prästvigdes 11 mars 1781 i Stockholm till pastorsadjunkt vid Karlskrona tyska församling. Wiebe blev 1787 vikarierande rektor vid Norrköpings trivialskola och pastorsadjunkt i Hedvigs församling, Norrköping. Han blev 1793 domkyrkoadjunkt i Lunds stadsförsamling och 10 maj 1794 komminister i församlingen, tillträdde direkt. Wiebe blev 22 oktober 1799 kyrkoherde i Billeberga församling, tillträdde 1800 och utnämndes 1803 till prost. Han avled 1827 i Billeberga socken.

### Familj
Wiebe gifte sig 1800 med Dorothea Scholander (1771–1852), dotter till bagaren Torkel Scholander i Landskrona och Maria Christina Ram. De fick tillsammans barnen Carolina Wilhelmina Wiebe (född 1801), korpralen Fredric Wiebe (född 1802) vid Skånska husarregementet, Adolph Wiebe (född 1803), Sophia Wiebe (född 1804) som var gift med kyrkoherden Johan Gustaf Silfverstrand i Båstads församling, Maria Charlotta Wiebe (1805–1854) som var gift med kyrkoherden Olof Bengt Rosenblad i Örkelljunga församling, regementspastorn Theodor Wiebe (1807–1844 vid Skånska husarregementet och Mathilda Wiebe (född 1809).

### Fotnoter
1. 1 2  Meurling, Erik; Johan Alfred Westerlund, Johan Axel Setterdahl (1917-1919). Linköpings stifts herdaminne. 3. Linköping: Östgöta Correspondentens Boktryckeri AB. sid. 171-173. Libris 41149. https://litteraturbanken.se/f%C3%B6rfattare/WesterlundJA/titlar/Link%C3%B6pingsStiftsHerdaminne3/sida/187/faksimil